# BCmot 350
A MÁV BCmot 350 egy gőzmotorkocsi alvázra épített benzol-mechanikus motorkocsi volt a MÁV-nál.

## Története
A motorkocsi Dr. Veress Gábor MÁV főmérnök elképzelése alapján a MÁVAG fővállalkozásával, Kornondy Zoltán és Kertész Béla vezetésével készültek. A gyártáshoz a Ganz-ban 1904-ben gyártott, Cmot 07303 pályaszámú Ganz- de Dion-Bouton gőzmotorkocsi járműszerkezetét használták fel. A gőzmotorkocsik alvázát a Északi Főműhely, szekrényét az Istvántelki Főműhely felújította. A gépi berendezést a MÁVAG beépítette az előkészített járműszerkezetbe. A tervezésben a Ganz szakemberei is részt vettek, akik a tapasztalatokat saját motorkocsi fejlesztésüknél hasznosították.
A kocsi hajtásához a német National Automobil Gesellschaft (NAG) Berlin-Frankfurt am Main cég BM típusú, hathengeres, 75 LE (55 kW) teljesítményű benzolmotorját használták fel. (Ezt a motortípust a NAG főleg autóbuszoknál alkalmazta.) A négyfokozatú mechanikus sebességváltóban állandó kapcsolatban levő fogaskerekek voltak. Az összeszorító léghengereket a vezetőállásból tolattyúval működtették. A vezetőállásból kézzel is kapcsolható I. sebességi fokozat töltése a sima indítás miatt időkésleltetéssel tűszelepes fojtással történt. A forgatónyomaték kardánhajtáson át jutott az egyik kerékpárra.
A motorkocsi Bosch gyújtással, indítással és világítással, valamint nyolctuskós csavarorsós kézifékkel és Knorr-Westinghouse légfékkel volt felszerelve, legnagyobb sebessége 60 km/h volt. A motor kipufogógázával fűtötte az utasteret, melyben 10 2. és 30 3. osztályú ülőhely volt. A kétvezetőállásos motorkocsi egyik vezetőállásában poggyászteret alakítottak ki.
A MÁVAG-ban 2396 24/25 munkaszámú, GyK-2 (Gyorskocsi, 2. jelleg) típusjelű 3/1925 gyári számú BCmot 350 pályaszámú motorkocsi műtanrendőri vizsgáját 1926 február 24-én Budapest Keleti pályaudvar és Hatvan között tartották.
Dr. Veress Gábor R. Sieber német vasúti felügyelő írása alapján - melyet a Südstormarnschen Kreisbahn 75 LE (55 kW) teljesítményű NAG benzinmotoros kéttengelyes motorkocsijáról írt - a 14,2 t tömegű, 40 km/h legnagyobb sebességű német járművet összehasonlította a 4,5 t-val nehezebb, 60 km/h végsebességű BCmot 350-tal. Kiderült, hogy a magyar jármű nagyobb tömege ellenére csak 280—300 gr/km benzint fogyaszt, szemben a német 306 gr/km (pótkocsival 543 gr/km) értékével.
1925-ben az Osztrák Szövetségi Vasút (BBÖ) forgalomba állította első benzolmotorkocsiját, amely NAG-motoros kéttengelyes jármű volt. Az Osterreichische Industriewer Warchalowski, Eissler 8 Co. által gyártott, VT 10.0 1 főbb jellemzőit a BCmot 350-é összehasonlítva megállapítható, hogy a MÁVAG motorkocsi egyenértékű volt az osztrákkal.
A Szentes állagába tartozó motorkocsi 1926. április 7-től a Szeged és Hódmezővásárhely közötti 1642/1643 számú vonatot továbbította. Időközben a MÁV a növekvő autóbusz forgalom miatt a 100 km alatti forgalomban a menetdíjakat 30%-kal csökkentette. A motorkocsi korábbi műtanrendőri vizsgáját 1926. május 21-én terjesztették fel elfogadásra. Május 5-től Szeged és Hódmezővásárhely között naponta kétszer fordult, majd október 23-án rendszeres forgalomba állt. A MÁV Istvántelki Főműhely hozzá pótkocsinak a Cmot 07308 pályaszámú gőzmotorkocsit alakította át, amely a BCx 44 121 pályaszámot kapta.
A MÁVAG kéttengelyes motorkocsija az üzemben kitűnően bevált. Egy év alatt heti 3 szolgálati napon 48063 km-t futott. Havi futásteljesítménye 3321–5960 km volt. 1927 májusában kardántengelykapcsoló szakadás miatt egyszer szolgálatképtelen volt. 1927 októberében főjavításon volt, majd a kaposvári fűtőházhoz állomásították és pótkocsijával a Fonyód–Pécs vonalon közlekedett.